# Flydedragt
En flydedragt er en sikkerhedsdragt, der benyttes på havet. Den har sædvanligvis form som en heldragt med jakke og bukser ud i et, men findes også som to-delt. 
En flydedragt har indbygget neoprenplader eller lignende materiale, der skaber opdrift i vand. Det ydre materiale er fabrikeret i vandtæt materiale, mens indersiden sædvanligvis er foret. Modsat en tørdragt er en flydedragt ikke tætsluttende, hvorfor den ikke holder personen tør, hvis denne falder i vandet. Af den årsag er den ikke velegnet til aktiviteter, hvor det forventes at komme i hyppig kontakt med vandet, som fx windsurfing. 
Dens primære brug er i forbindelse med sejlads, jagt eller fiskeri fra båd, da dens materialesammensætning tillige gør flydedragten velegnet til at holde på kropsvarmen.
På trods af at en flydedragt skaber opdrift, anbefales det oftest at den anvendes sammen med en redningsvest, da flydedragten ikke støtter og holder hovedet fri af vandet i tilfælde af bevidstløshed. 
Brugen af flydedragt fritager heller ikke for brug af redningsvest, hvad angår de lovmæssige krav der er knyttet til færden på havet.